# Abisara chelina
Abisara chelina is een vlindersoort uit de familie van de prachtvlinders (Riodinidae), onderfamilie Nemeobiinae.
Abisara chelina werd in 1904 beschreven door Hans Fruhstorfer.